# ГЕС Upper Marshyangdi
ГЕС Upper Marshyangdi — гідроелектростанція у Непалі. Знаходячись перед ГЕС Middle Marshyangdi (вище по течії), становить верхній ступінь каскаду на річці Marshyangdi, правій притоці Дарауді, яка, своєю чергою, є правою притокою Трішулі (впадає ліворуч до Сеті-Гандакі, лівого витоку річки Гандакі, котра далі приєднується ліворуч до Гангу).
У межах проєкту річку перекрили бетонною водозабірною греблею висотою 38 метрів, яка спрямовує ресурс у прокладений через лівобережний гірський масив дериваційний тунель довжиною 5,3 км з діаметром 6,5 метра.
Основне обладнання станції становлять дві турбіни типу Френсіс потужністю по 25 МВт, які використовують напір у 113 метрів та забезпечують виробництво 317 млн кВт·год електроенергії на рік.
Видача продукції відбувається по ЛЕП, розрахованій на роботу під напругою 132 кВ.